# Pedro Álvarez de Toledo
Pedro Álvarez de Toledo, španski državnik, * 1484, † 1553.
1. ↑  Diccionario biográfico español — Real Academia de la Historia, 2011.
2. ↑  Kraljeva akademija za zgodovino — 1738.